# 1955 chez Disney
Cet article présente la liste des évènements de la Walt Disney Productions ayant eu lieu en 1955.

## Résumé

### Futures filiales
En 1955, ABC fonde une société d'enregistrement, l'AmPar Record Corporation, qui lui permet de lancer le label discographique ABC-Paramount Records. Au printemps 1955, Robert O'Brian, président d'ABC-Paramount rencontre Roy Oliver Disney pour évoquer les relations entre ABC et Walt Disney Productions dont le succès de la série Davy Crockett (1954)

## Événements

### Janvier
- 14 janvier 1955, Sortie du Donald Duck No Hunting[3]
- 16 janvier 1955, Sortie du court métrage documentaire Switzerland[4]

### Mars
- 6 mars 1955, la presse annonce un projet d'hôtel mitoyen au parc Disneyland, le Disneyland Hotel mené par Jack Wrather et Helen Alvarez[5].
- 14 mars 1955, première parution du comic strip quotidien True-Life Adventures[6]
- 18 mars 1955, cérémonie de début des travaux du Disneyland Hotel[7].

### Mai
- 25 mai 1955, Sortie du film Davy Crockett, roi des trappeurs[8]

### Juin
- 10 juin 1955, Sortie du Dingo El Gaucho Goofy[9]
- 16 juin 1955, Première mondiale du film La Belle et le Clochard aux États-Unis[10],[11],[12],[13],[14]
- 22 juin 1955, Sortie nationale du film La Belle et le Clochard aux États-Unis[15]

### Juillet
- 13 juillet 1955,
  - Voyage inaugural du Mark Twain Riverboat à Disneyland[16].
  - Walt Disney fête ses 30 ans de mariage dans le parc Disneyland, encore en construction, à bord du bateau Mark Twain Riverboat, juste achevé[16]
- 17 juillet 1955, Ouverture du parc Disneyland en Californie[17]
- 25 juillet 1955, Ouverture de l'attraction Rocket to the Moon à Disneyland[18]
- 31 juillet 1955, Ouverture de l'attraction Casey Jr Circus Train à Disneyland[19]

### Août
- 5 août 1955, Ouverture de l'exposition 20,000 Leagues Under the Sea à Disneyland
- 16 août 1955, Ouverture de l'attraction Dumbo the Flying Elephant à Disneyland[20]
- 17 août 1955, Sortie du court métrage La Baleine qui voulait chanter au Met[21]
- 29 août 1955, ouverture du restaurant Chicken of the Sea Pirate Ship and Restaurant dans une réplique du bateau du Capitaine Crochet[22],[23].

### Septembre
- 2 septembre 1955, Sortie du Donald Duck Donald et les Abeilles[24]
- 14 septembre 1955
  - Sortie du court métrage Pierre et le loup[25],[26]
  - Sortie du film Lions d'Afrique de la série True-Life Adventures[27]
- 15 septembre 1955, DuMont Television Network cesse ses activités de réseaux télévisuels, offrant plus d'espace pour ABC[28]
- 23 septembre 1955, Sortie du Donald Duck Donald flotteur de bois[29]

### Octobre
- 3 octobre 1955, Ouverture du Disneyland Hotel en Californie[30].
- 3 octobre 1955, Début de l'émission The Mickey Mouse Club sur ABC[31],[32]
- 5 octobre 1955, Cérémonie d'ouverture du Disneyland Hotel en Californie avec 104 chambres[33]

### Novembre
- 4 novembre 1955, Début de la série The Adventures of Spin and Marty sur ABC[34].

### Décembre
- 9 décembre 1955, Fin de la série The Adventures of Spin and Marty sur ABC[34]
- 14 décembre 1955, Sortie nationale du film La Belle et le Clochard en France[35]
- 22 décembre 1955, Sortie du film La Revanche de Pablito aux États-Unis[36]
- 24 décembre 1955, Ouverture de l'attraction Mike Fink Keel Boats à Disneyland[37]